# Тимпанальні органи

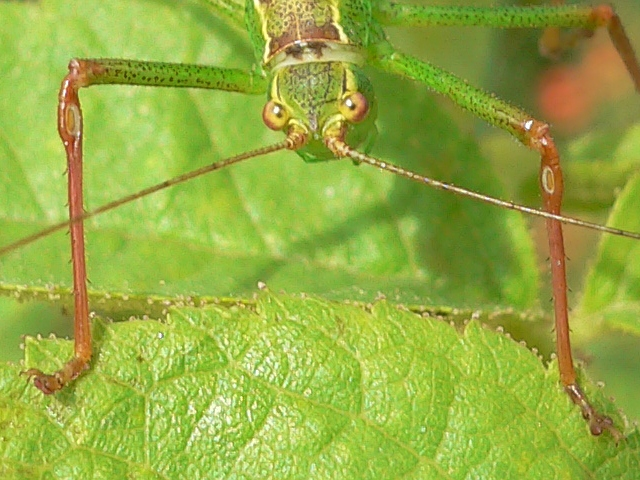
У коника Leptophyes punctatissima два тимпанальних органи - по одному поблизу основи передніх ніг. На фото вони помітні як видовжені коричневі щілини

Тимпанáльні óргани — органи слуха, що у комах сприймають коливання зовнішнього середовища завдяки гнучкій мембрані. Назву утворено від іменування давнього ударного музичного інстументу — тимпана (лат. tympanum, дав.-гр. τύμπανον) — древній ударний музичний інструмент.

## Будова і робота
Мембрана — це тонка добре натягнута ділянка кутикули. Під нею, всередині тіла знаходяться трахейні пухирі, які разом із м'язами підтримують мембрану у натягнутому стані. Зсередини тіла з нею пов'язані також рецептори чутливих нейронів. Під дією коливань повітря, грунту, води, деревини і т. ін. мембрана коливається, виникає збудження у рецепторах, нервовий імпульс прямує до центральної нервової системи. Тут він обробляється і виникає відповідна реакція організму. 
Найскладнішу будову мають тимпанальні органи комах, які самі здатні видавати звуки - цикади, саранові, справжні коники, цвіркуни, капустянки та інші. Дещо простіші такі органи у метеликів, водяних клопів, сітчастокрилих.   
Тимпанальні органи можуть бути розташовані на різних ділянках тіла: на ногах, черевці, грудях і суттєво відрізнятися будовою. Це дає підстави фахівцям вважати, що внаслідок еволюції ці органи виникали неодноразово і в різних таксонах.  

## Біологічне значення
Цикади й численні види прямокрилих, перелічені вище, за допомогою звуків спілкуються. Це попереджає міжвидове схрещування, забезпечує розсередження по кормовим територіям,  зустріч статей,  тощо. Самець нічної совки Mythimna unipuncta видає особливі звуки, які приваблюють самиць. 
Тимпанальні органи допомагають уникнути ворогів. Зокрема, деякі нічні метелики мають найвищу слухову чутливість в тому діапазоні частот, який використовують для ехолокації полюючі кажани.     